# Christian Thomesen Sehested

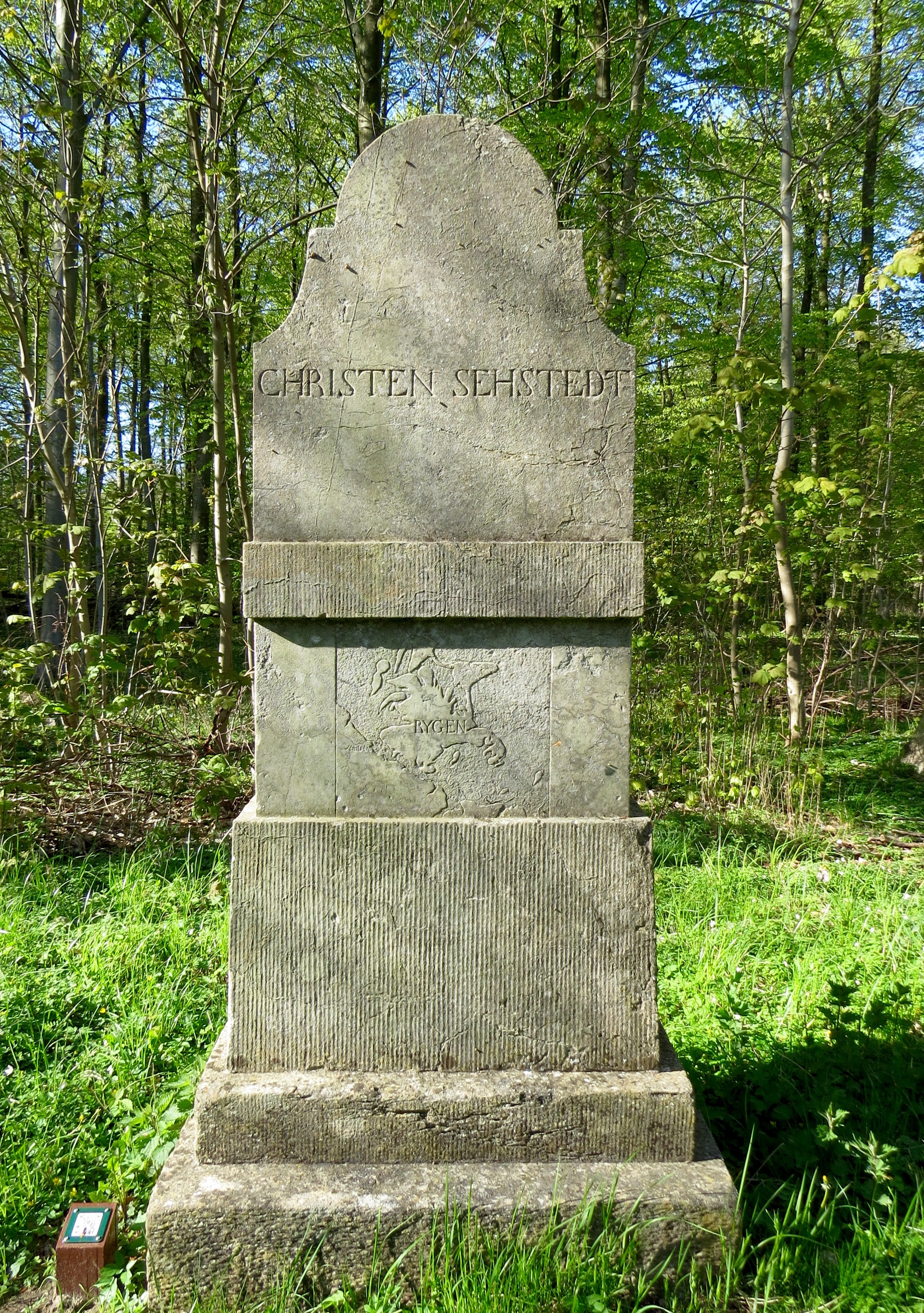
Stein zur Erinnerung an Sehested im Park von Schloss Jægerspris (Dänemark)

Christian Thomesen Sehested (* 24. August 1664 in Kopenhagen; † 13. September 1736 in Oldenburg) (andere Schreibweisen: Christen Thomesen Sehested und deutsch Christian Thomesen von Sehestedt) war ein dänischer Admiral und Oberlanddrost in der Grafschaft Oldenburg. Seine Eltern waren der Gutsherr und Oberstleutnant Axel Sehestedt und Øllegaard Ottesdatter Thott. Er ist nicht zu verwechseln mit seinem Großvater, dem dänischen Reichskanzler Christen Thomesen Sehested (1590–1657).
Väterlicherseits stammte Sehested aus einer alten, ursprünglich in Schleswig ansässigen Adelsfamilie, während er mütterlicherseits zum dänischen Uradel gehörte.

## Leben
Nach Eintritt in die Offizierschule der Marine Dänemarks in Kopenhagen 1680 und mehreren Seereisen auf verschiedenen Kriegsschiffen wurde er 1687 zum Leutnant zur See befördert. Außer in der dänischen Marine diente er zwischen 1685 und 1691 mehrfach für längere Zeit in der französischen und der niederländischen Marine. Während dieser Zeit kämpfte er im Mittelmeer gegen die Türken und nahm an der französischen Beschießung Algiers im Jahre 1688 teil.

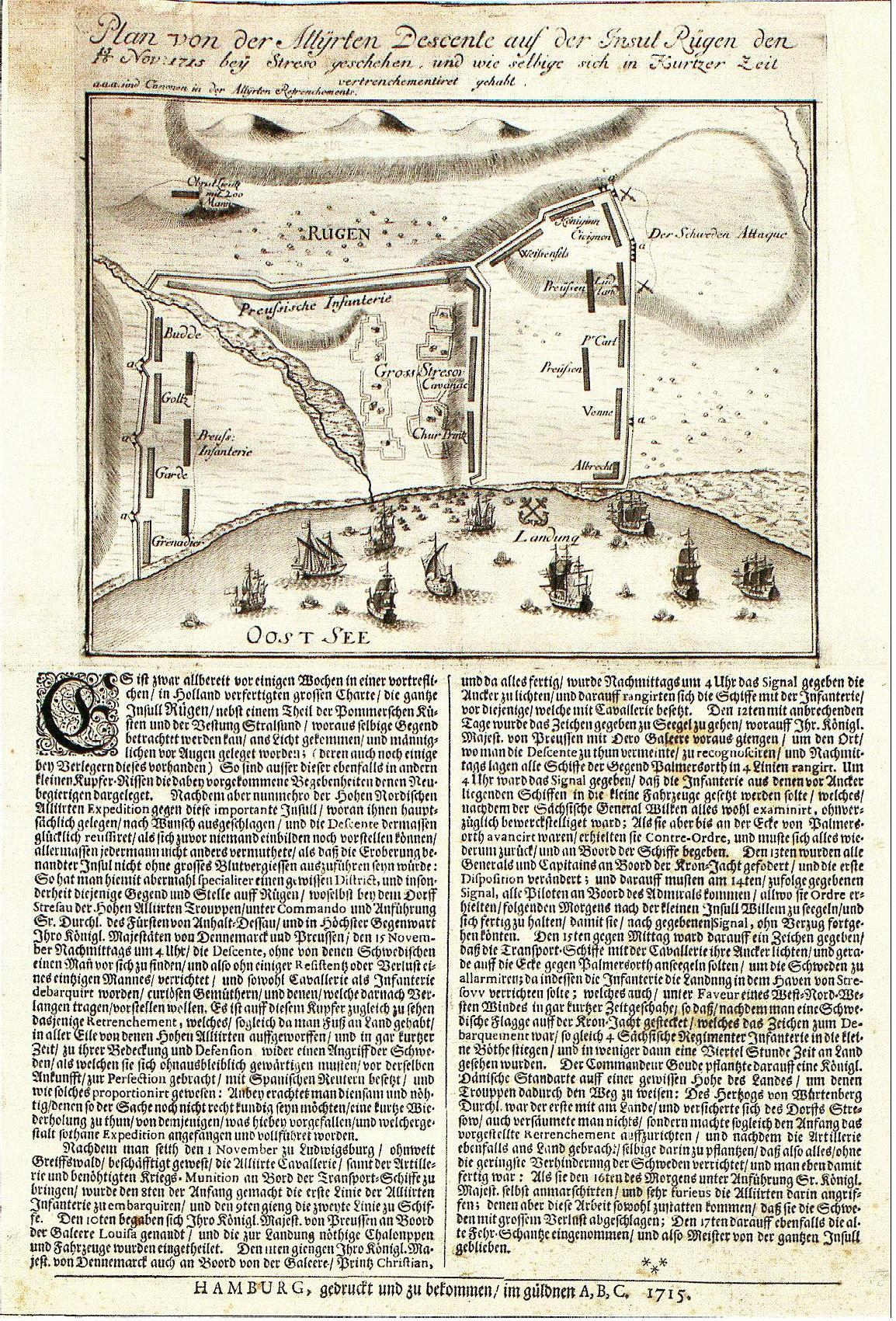
Die Landung auf Rügen am 15. und 16. November 1715

1689 kehrte er über Amsterdam nach Dänemark zurück. 1690 bis 1691 diente er erneut in Holland und Frankreich. Ab 1691 war er Kommandant verschiedener Kriegsschiffe, darunter Fregatten und die königliche Jacht Elefanten. Von 1701 bis 1715 war er Chef des neu gegründeten Seekadettenkorps und nahm großen Einfluss auf die Ausbildung junger dänischer Seeoffiziere. Während dieser Zeit unternahm er mit Ulrik Christian Gyldenløve, dem Sohn des dänischen Königs Christian V., eine zweijährige Reise nach Frankreich. 1704 wurde er zum Konteradmiral befördert. Ab 1709 nahm er in verschiedenen Funktionen am Großen Nordischen Krieg (1700–1721) teil, war 1710 Teilnehmer an der Seeschlacht in der Køgebucht sowie an der Belagerung von Tönning im Frühjahr 1713. Später wurde er mit der seeseitigen Verteidigung Kopenhagens gegen die Schweden betraut und zum Vizeadmiral befördert. 1715 führte er die dänischen Streitkräfte bei der Eroberung Rügens und der erfolgreichen Belagerung Stralsunds. Er galt als hervorragender Truppenführer und Taktiker und wurde für seine Verdienste beim Kampf um Rügen zum Admiral befördert und mit dem Dannebrog-Orden ausgezeichnet.
Gleichwohl verlor er 1715 die Gunst des misstrauischen Königs Friedrich IV., der deutsche Adelige und Bürger in seinem näheren Umfeld bevorzugte, und wurde am 22. April 1718 als Chef des Seekadettenkorps abgelöst. Er sollte keinen Einfluss auf die Flotte mehr haben und wurde bei gleichzeitiger Ernennung zum Geheimrat als Oberlanddrost in die von Dänemark regierte Grafschaft Oldenburg entsandt. Anders als andere dänische Verwalter entwickelte er große Energie für das ihm anvertraute Land und kümmerte sich insbesondere um die Wiederherstellung der von verschiedenen Sturmfluten, insbesondere von der Weihnachtsflut 1717, verwüsteten Deiche. Seine größte Leistung bestand darin, gemeinsam mit dem oldenburgischen Deichgrafen Johann Rudolf von Münnich, die seit dem 14. Jahrhundert bestehenden Durchbrüche zwischen Weser und Jadebusen wieder durch Deiche zu verschließen und damit Butjadingen wieder an das Festland anzuschließen. Ihm zu Ehren heißt eine Deichsiedlung am östlichen Jadebusen Sehestedt, sie ist Teil der Gemeinde Jade.
Nach Ende des Nordischen Krieges wurde Sehestedt 1726 in eine Marinekommission berufen, die die Fehler und Versäumnisse der Marineführung im Kriege untersuchen sollte. 1729 wurde er Vorsitzender einer Schiffbaukommission. Nach dem Tod Friedrichs IV. 1730 wurde er von dessen Nachfolger Christian VI. endgültig rehabilitiert, erhielt 1731 den Titel eines Geheimen Konferenzrats und übernahm 1734 eine Gesandtschaft nach Stockholm. Er starb 1736, kurz vor seiner beabsichtigten Rückberufung nach Dänemark, unverheiratet in Oldenburg.
Sehested ist in Aarhus begraben. In der Domkirche von Aarhus fand er seine Ruhestätte. Johann Michael Herbart verfasste den lateinischen Text der Grabinschrift. Nach Walter Asmus stellte Herbart insbesondere die Verdienste Sehesteds für die Oldenburgischen Grafschaften heraus. Asmus wörtlich: „Er habe den das verwüstete Butjadingen mit völligem Untergange bedrohenden Fluten der Nordsee kunstvoll und mit bewundernswerter Technik ausgeführte Deiche mit glücklichem Erfolge entgegengestellt.“ Vermutlich war die Organisation des Deichbaus eher die Kompetenz des Deichgrafen der Grafschaft Oldenburg, Johann Rudolf von Münnichs (1678–1730), dessen Werk er aber als Oberlanddrost erst möglich machte.
Sehested sei in Oldenburg beliebt gewesen, er hätte am gesellschaftlichen Leben der Stadt teilgenommen. Für ihn war ein Denkmal geplant. Herbart, ein Freund Sehesteds, schrieb den Text für die Inschrift. Das Denkmal wurde nie realisiert.